# Кот-д'Івуар
Респу́бліка Кот-д'Івуа́р (фр. Côte d'Ivoire [kot divwaʁ] ( прослухати)) — держава в західній Африці, що межує на півночі з Малі і Буркіна-Фасо, на сході з Ганою, на заході з Ліберією і Гвінеєю, на півдні омивається Гвінейською затокою Атлантичного океану. До 1986 року назва країни офіційно перекладалася на різні мови як Респу́бліка Бе́рег Слоно́вої Кі́стки.

## Географія
Площа країни становить 322,5 тис. км². Південну частину Кот-д'Івуара займає низовина, що підвищується на півночі, переходячи у нагір'я висотою 400—1800 м. 
Клімат тропічний. Кількість опадів складає 820 - 4000 мм на рік. Головні річки — Бандама та Комое. Прибережна територія країни покрита тропічними лісами, на плоскогір'ї — савани.

## Історія
Див. основну статтю Історія Кот-д'Івуару

### Новітня історія
Незалежність від Франції отримала в 1960 році. Назва офіційно змінена на Кот-д'Івуар 1986 року. Президент Уфує-Буан'ї помер 1993 року після 33 років правління.

## Адміністративний поділ
Кот-д'Івуар поділяється на 14 районів (фр. district), з яких 2 автономні:
1. Абіджан
2. Ямусукро

12 економічних районів:
1. Валле-дю-Бандама (Буаке)
2. Вороба (Сеґела)
3. Ґо-Джибуа (Ґаньоа)
4. Денґеле (Одіенне)
5. Занзан (Бондуку)
6. Комое (Абенгуру)
7. Лаґюн (Дабу)
8. Лак (Дімбокро)
9. Монтань (Ман)
10. Нижня Сасандра (Сан-Педро)
11. Сасандра-Марауе (Далоа)
12. Саван (Короґо)

Райони поділяються на:

Райони Кот-д'Івуару

- 30 регіонів (II рівень адмінподілу; фр. régions),
  - 95 департаментів (III; фр. département)
    - 497 субпрефектури (IV; фр. sous-préfectures).

## Економіка
Кот-д'Івуар — слабкорозвинута аграрна країна. Сільське господарство спеціалізується на експортних культурах: кава (збір 101 тис. т в 1957 році), какао-боби (67 тис. т в 1957 році), банани (35 тис. т в 1957 році). Плантації цих культур належать колонізаторам. Для внутрішніх потреб вирощуються кукурудза, земляний горіх, рис, просо. Тваринництво розвинуте слабо. Видобуваються алмази (108 тис. каратів, 1955 рік), золото, марганцеві руди. Працюють невеликі підприємства лісової, деревообробної, харчової промисловості. Є залізниця Абіджан — Уагадугу (Буркіна-Фасо). Головний порт — Абіджан. В школах навчається лише 73 тис. учнів (1956 рік).

## Населення

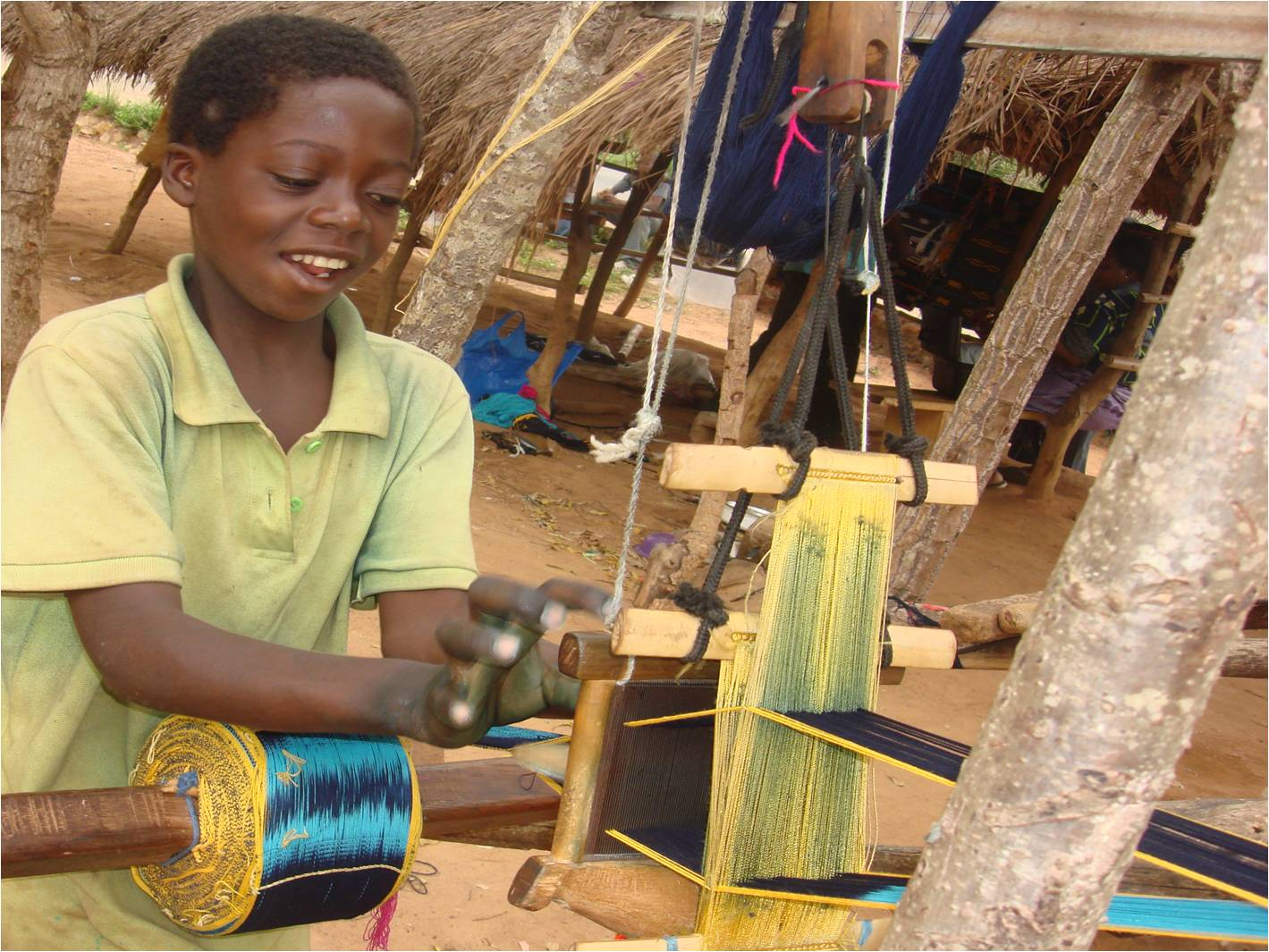
Молодий ткач

Населення Республіки Кот-Д'Івуар у 2010 році становило 21,4 млн осіб. Середньорічний приріст населення — 2,11 %. Рівень народжуваності — 39,64 на 1000 чоловік, смертність — 18,48 на 1000 чоловік. Дитяча смертність — 97,1 на 1000 новонароджених. 45,1 % населення — діти віком до 14 років. Жителі, які досягли 65-річного віку, становлять 2,2 %. Очікувана тривалість життя — 42,48 рік (40,27 у чоловіків і 44,76 року у жінок).
Громадян Кот-д'Івуара називають івуарійцями.
Країну населяють більш як 60 африканських народів і етнічних груп: бауле, аньї, бакве, бамбара, бете, гере, дан (або якуба), куланго, малінке, мосі, лобі, сенуфо, тура, фульбе тощо. З місцевих мов найпоширеніші мови аньї і бауле. Близько 25 % населення — іммігранти, що приїхали на заробітки з Беніна, Буркіна-Фасо, Гани, Гвінеї, Мавританії, Малі, Ліберії, Нігеру, Нігерії, Того та Сенегалу. Наприкінці 90-х років ХХ століття уряд почав посилювати імміграційну політику. В результаті військового перевороту і громадянської війни, що почалася, велика частина іммігрантів стали біженцями і внутрішньо переміщеними особами. Близько 50 % населення живуть у містах Абіджан (4,9 млн чоловік), Агбовіль, Буаке, Короґо, Бундиалі, Ман та інші. У квітні 1983 року столицю перенесено в м. Ямусукро, проте м. Абіджан і далі залишається політичним, діловим та культурним центром країни.

## Релігія
Релігія у Кот-д'Івуар)
Основними релігіями у Кот-д'Івуар є іслам та християнство. За останніми оцінками ЦРУ іслам (переважно сунізм) практикує 38,6 % населення, християнство — 32,8 %, атеїсти — 16,7 % , в той час як 11,9 % населення практикує анімізм, традиційні африканські релігії або інші релігії.
Іслам та християнство практикується в різних формах по всій країні. У цілому релігійні громади мирно співіснують.
У столиці країни Ямусукро знаходиться найбільша базиліка у світі — Нотр-Дам-де-ла-Пе.

## Спорт
Див.також: Кот-д'Івуар на Олімпійських іграх
У країні було проведено кілька великих спортивних заходів, останнім з яких став Чемпіонат Африки з баскетболу 2013 року. У минулому країна приймала Кубок африканських націй 1984 року, на якому її футбольна команда посіла п'яте місце, і Чемпіонат Африки з баскетболу 1985 року, де її баскетбольна команда завоювала золоту медаль.
Габріель Тіако завоював срібну медаль у бігу на 400 метрів серед чоловіків на Літніх Олімпійських іграх 1984 року.
Найпопулярнішим видом спорту в Кот-д'Івуарі є футбол. Національна футбольна команда постійний учасник чемпіонатів світу, двічі завойовувала Кубок африканських націй (1992, 2015). Жіноча футбольна команда грала на чемпіонаті світу серед жінок у Канаді 2015 року. Відомі футболісти Кот-д'Івуару — Дідьє Дрогба, Яя Туре і Коло Туре, Ерік Бертран Байї, Жервіньйо, Ніколя Пепе і Вільфрід Заа.

## Галерея

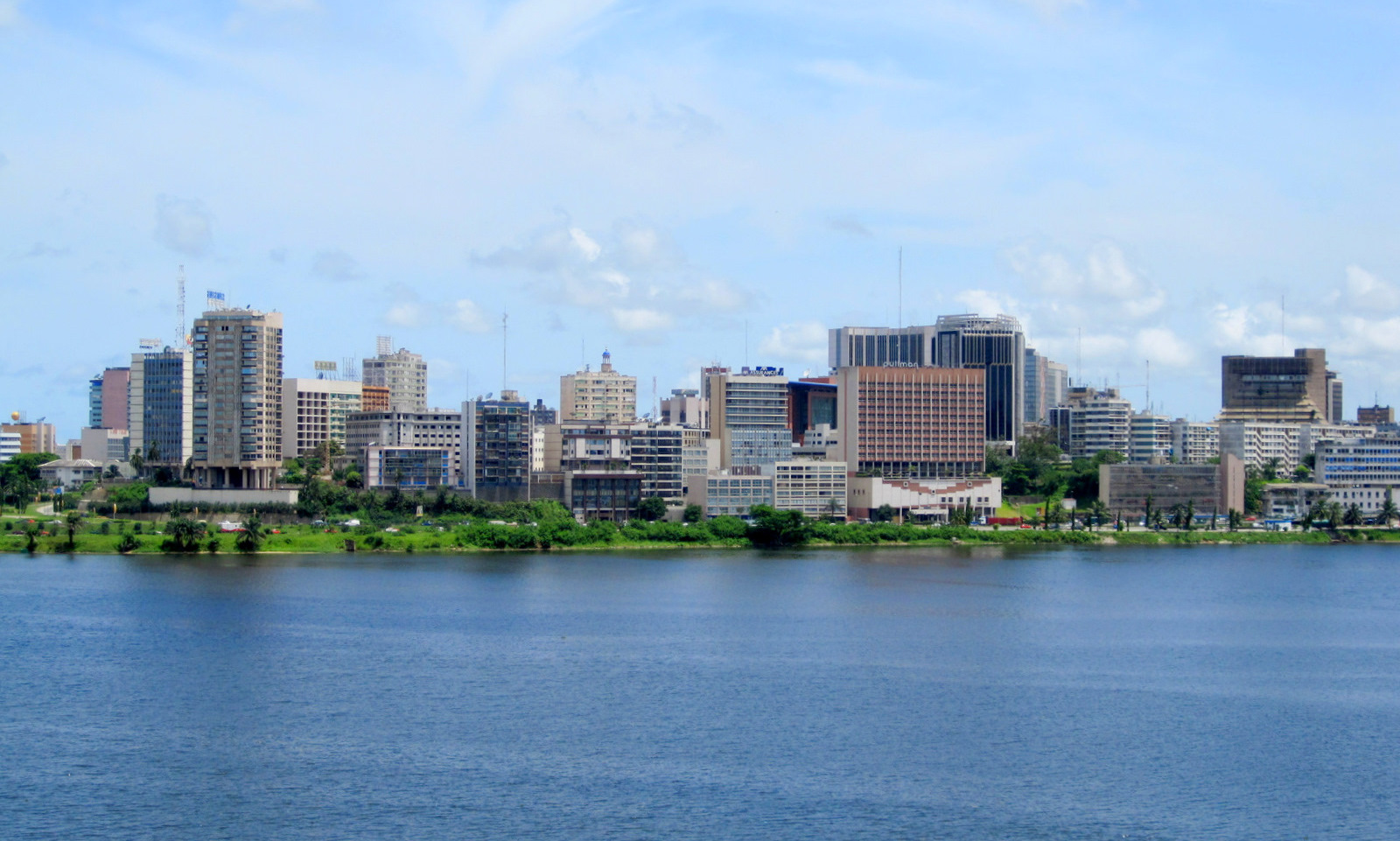
Абіджан, найбільше місто країни
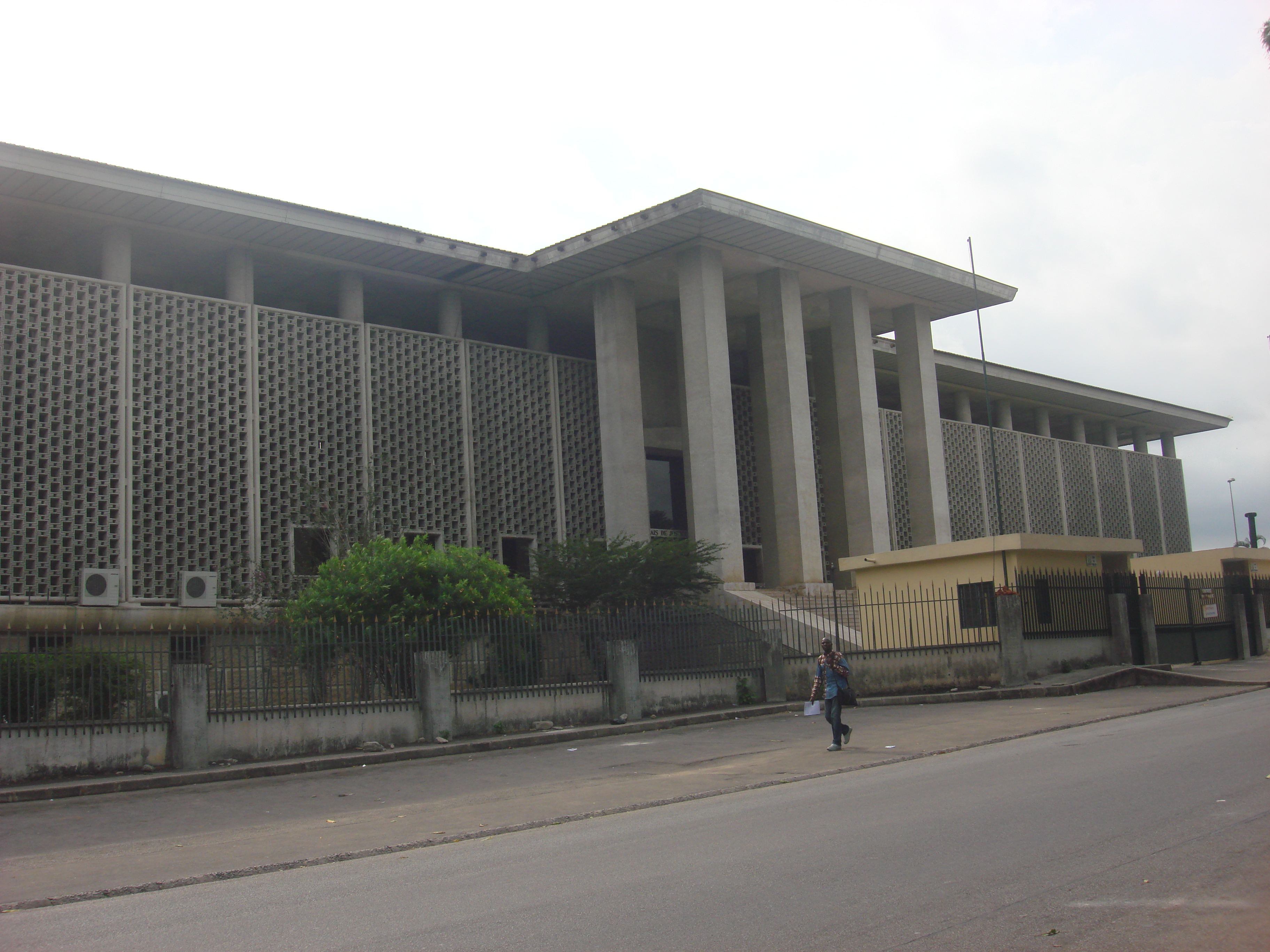
Палац правосуддя в Абіджані
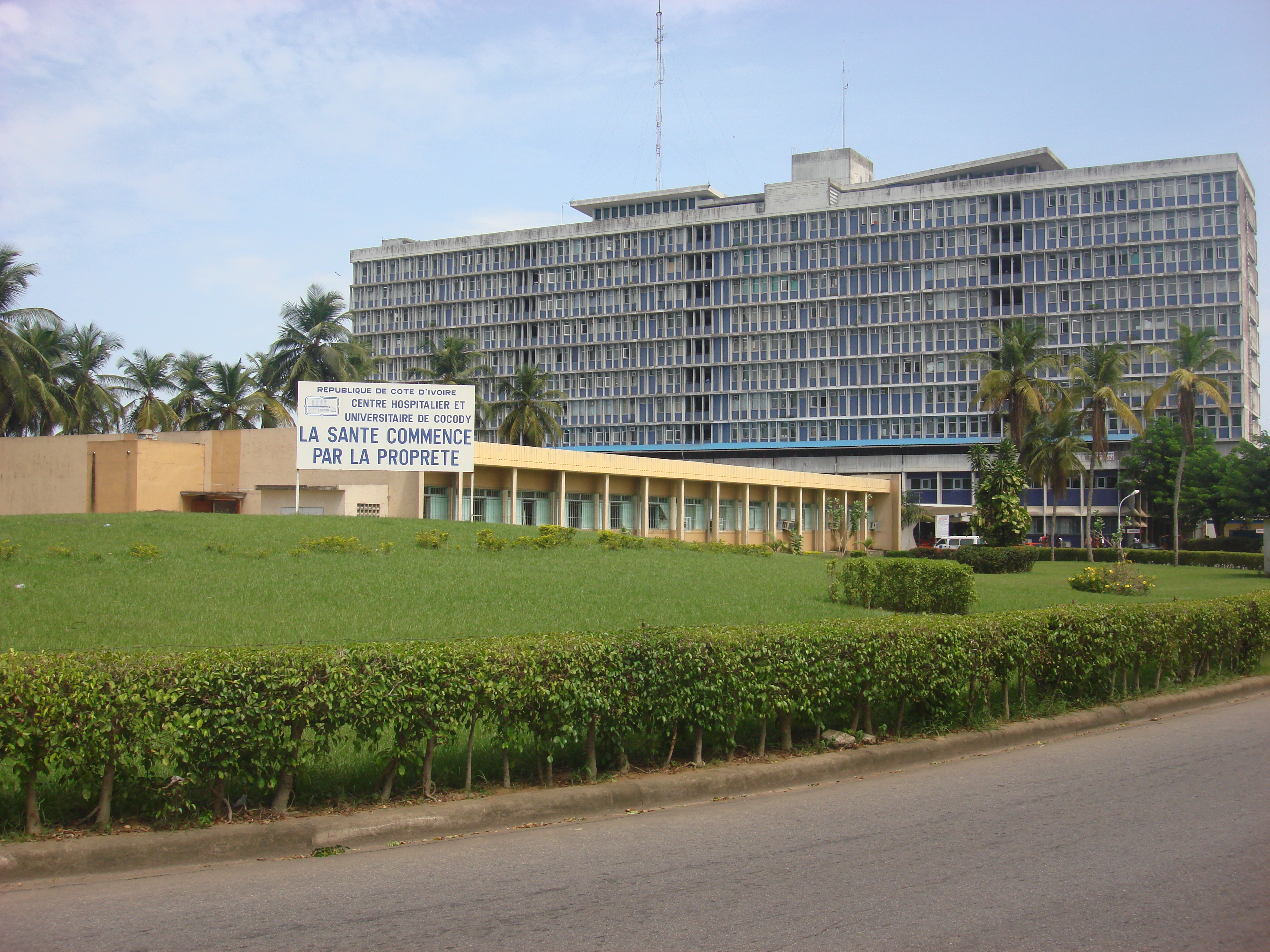
Університетський лікарняний центр Кокоді
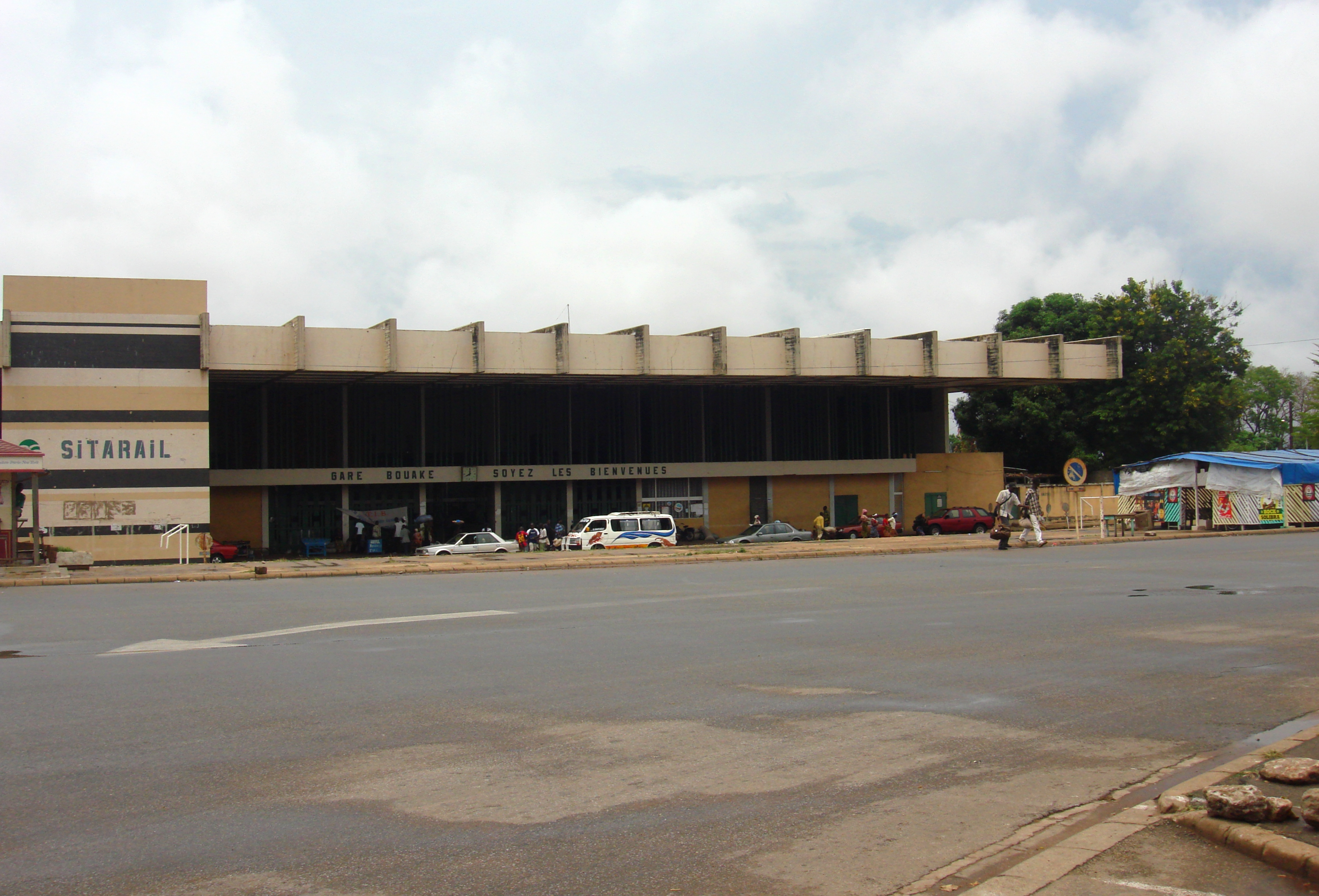
Залізничний вокзал у Буаке
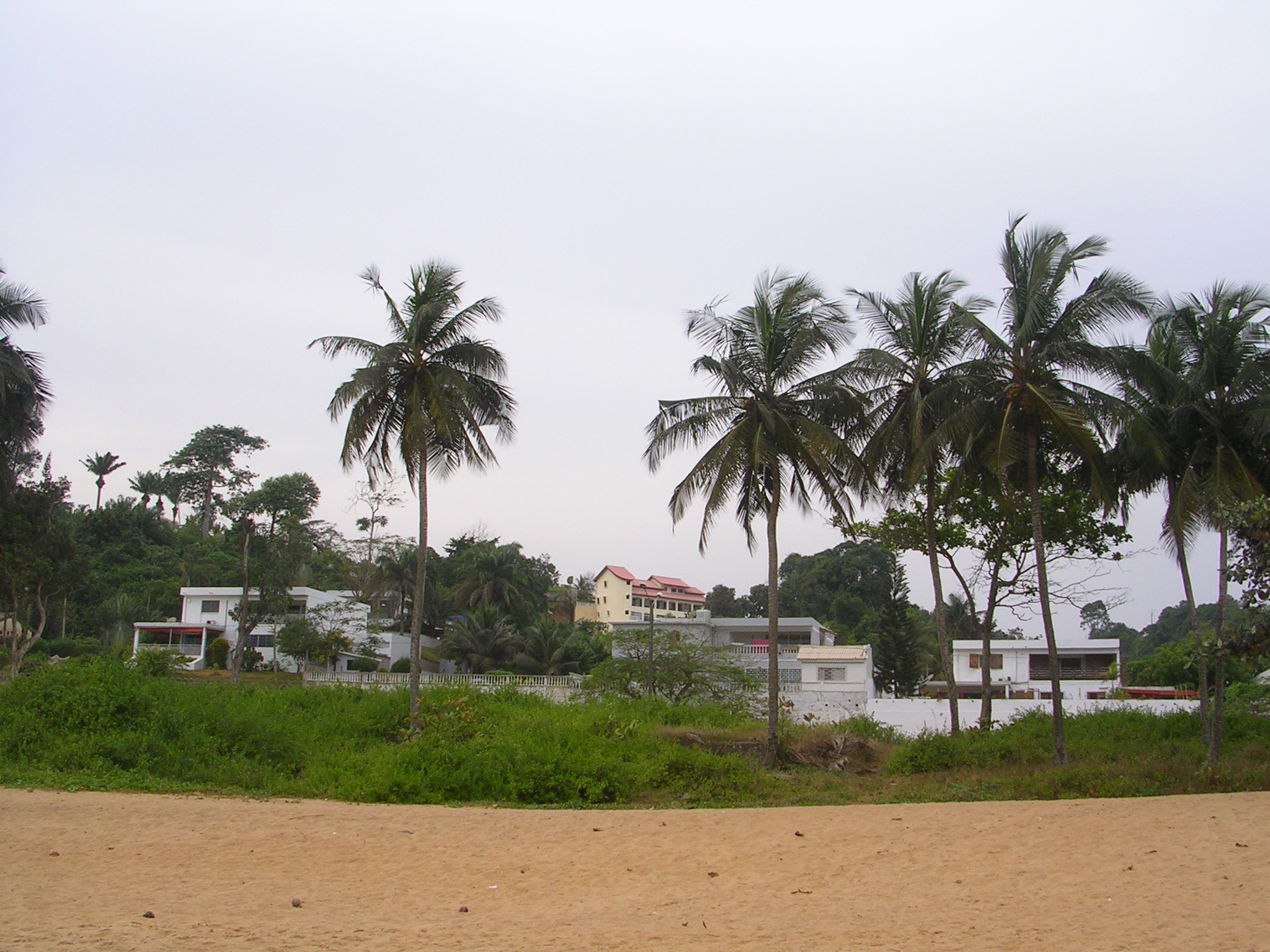
Кокосові пальми в Сан-Педро
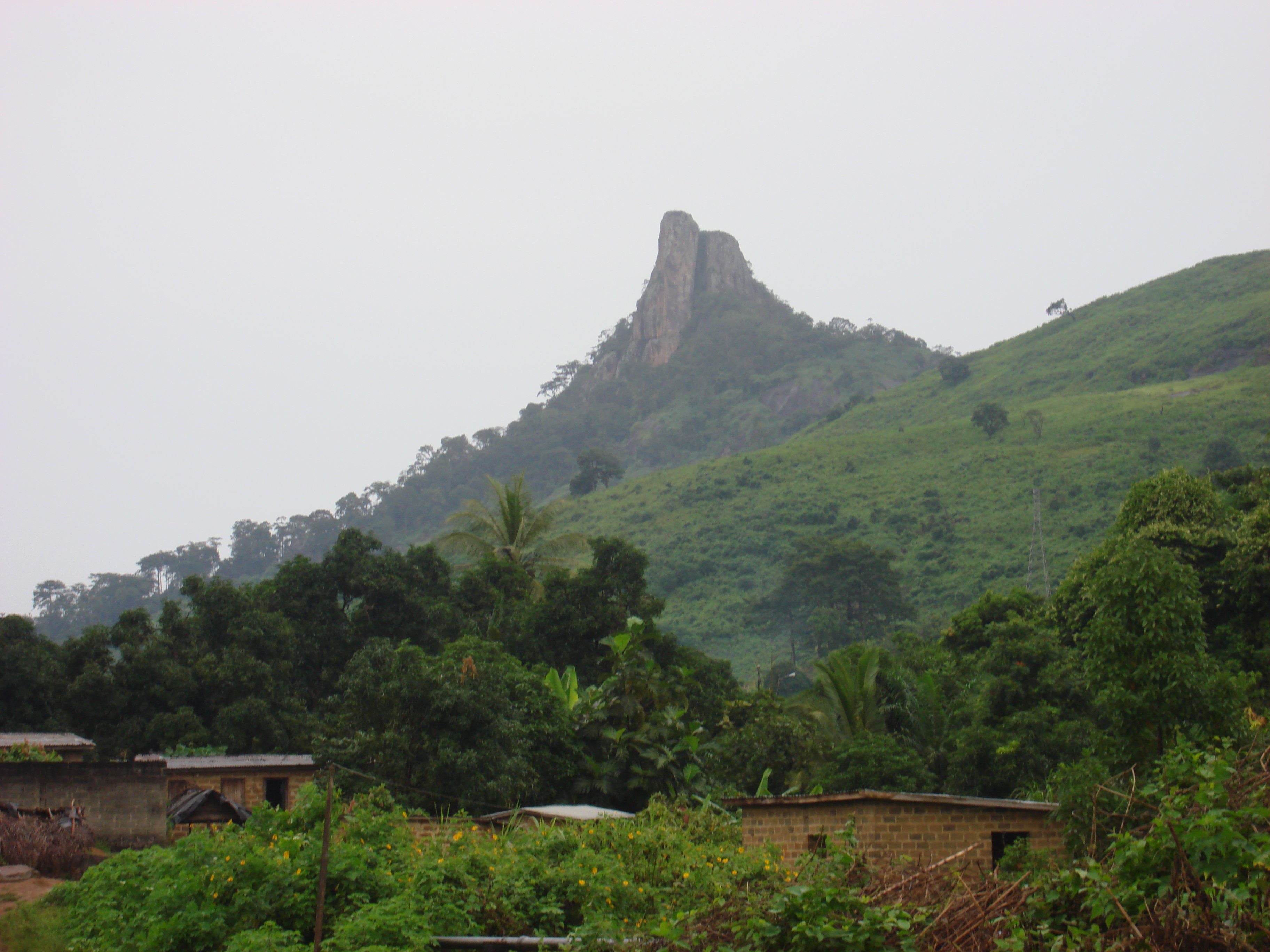
Вулканічний "Зуб" у тропічному лісі, західний Кот-д'Івуар
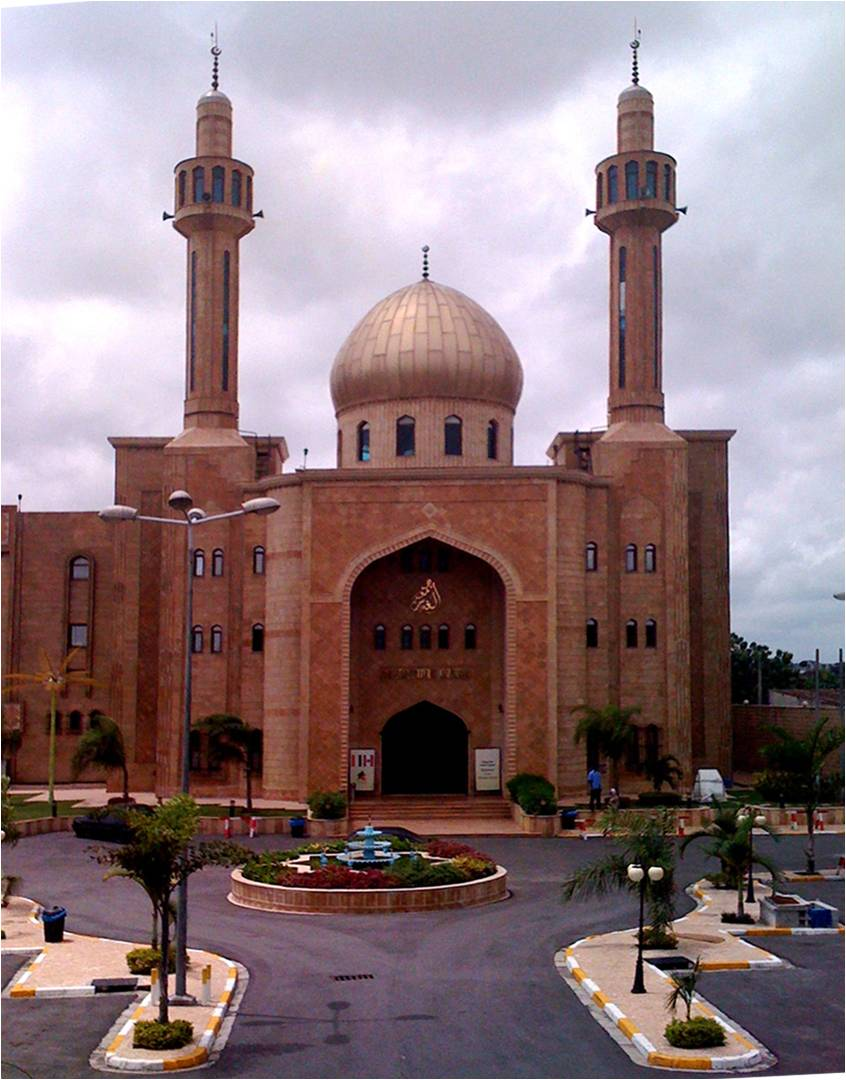
Центральна мечеть у Маркорі
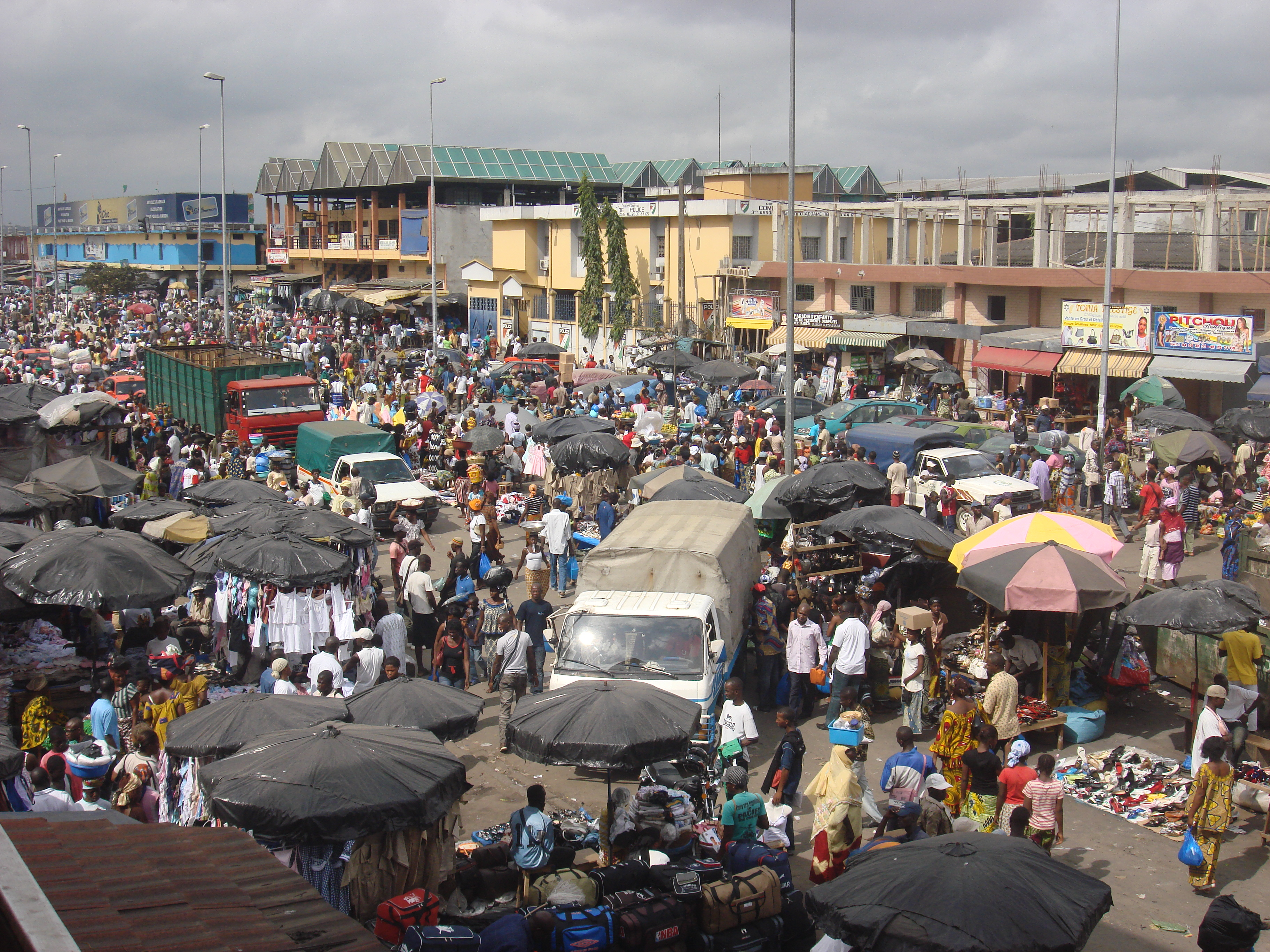
Ринок в Абіджані
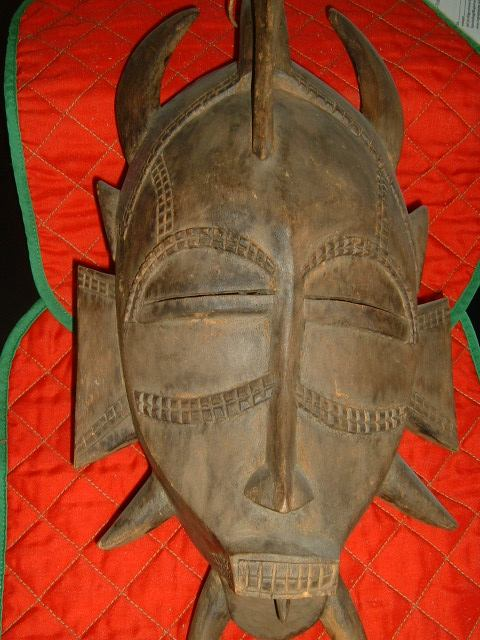
Маска з Кот-д'Івуару